# フェミサイド

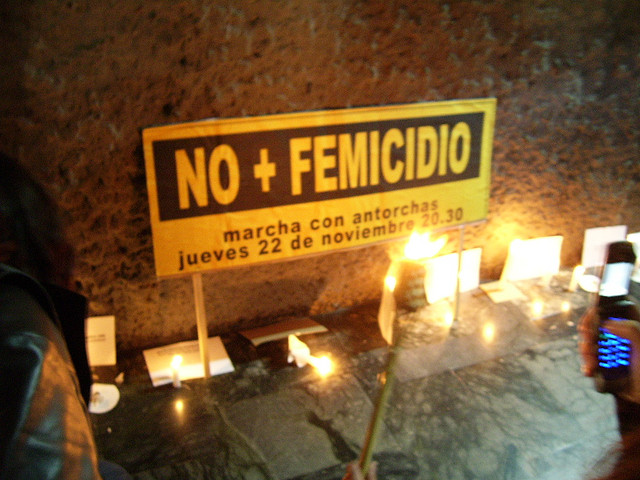
2007年のチリにおいて、フェミサイドの撲滅を訴える看板と、被害者を追悼するために灯されたキャンドル。

フェミサイド（英語: Femicide）またはフェミニサイド（英語: Feminicide）とは、性別を理由に女性または少女を標的とした殺人である。これらのうち、特に男性による殺人を表す場合もあるが、女性によるものを含める場合もある。この言葉は1976年にフェミニストのダイアナ・ラッセルにより普及した。「ジェンダーに基づくヘイトクライム」として位置づけられている。国連システム学術評議会（ACUNS）による「フェミサイドに関するウィーン宣言」では、フェミサイドは「ジェンダーを理由とする女性や女子の殺害」として表現されている。

## 定義
今日における「フェミサイド」という語は、アメリカ人作家キャロル・オーロック(Carol Orlock)の使用を元に、ラッセルが1976年、女性への犯罪に関する国際法廷(Crimes Against Women Tribunal)にて使用し、広まった。
後日、ラッセルはこの語を女性差別に基づく男性による女性の殺害（[T]he misogynist killing of women by men）として定義した。
ラッセルは後に、乳児を含む若年者の被害および若年者による加害の存在や、女性・男性間の権力差を強調するため、さらに被害者・加害者の数を限定しないため、女性であるという理由に基づく、複数または一人の男性による複数または一人の女性の殺害（[T]he killing of one or more females by one or more males because they are female）とこれを再定義した。
ただし、加害者の動機や属性を問わない、女性を標的とした殺人全般として、これを定義することを主張する立場もある。また、この定義からは除外されるものの、男児選好に基づく殺人や持参金殺人など、女性が加害者となるフェミサイドとみなすべき事例が少数ながらも存在ことは、ラッセル自身も認めている。
このように、フェミサイドの定義は論者や目的によってばらつきがある。しかし、あえて開いた定義を用いることが、女性であることを理由として起こる様々な形態の殺人の可視化に有益である、という指摘もある。
メキシコでは「マチスモ」（男性優位思想）が根強く残っており、2022年にフェミサイドとして殺害された女性は900人以上に上り、社会問題となっている。

## 日本
日本では全体の殺人件数がそもそも少なく、殺人によって命を奪われる女性の数も低い水準だが、一方で、被害者の女性比率が世界で最も高い国のひとつとなっている。国連薬物犯罪事務所（UNODC）の2014年の報告によれば、殺人における被害者の中の女性の割合が高いのは日本と香港がトップで、52.9%を占める。
警察庁の「平成30年の刑法犯に関する統計資料」によると、殺人における認知件数のうち女性被害者の割合は平成21年の39.4%から41.3%とやや微増傾向であり、殺人における女性被害者の認知件数自体は平成21年の430人から平成30年の374人と減少傾向である。
|          | 平成21年 | 平成22年 | 平成23年 | 平成24年 | 平成25年 | 平成26年 | 平成27年 | 平成28年 | 平成29年 | 平成30年 |
| -------- | -------- | -------- | -------- | -------- | -------- | -------- | -------- | -------- | -------- | -------- |
| 認知件数 | 430      | 412      | 407      | 429      | 388      | 423      | 390      | 376      | 390      | 374      |
| 割合(%)  | 39.4     | 38.7     | 38.9     | 41.9     | 41.7     | 40.4     | 42.3     | 42.3     | 42.7     | 41.3     |

また、殺人の被害（死亡）者数において女性被害者数は、平成21年の253人から平成30年の179人と減少傾向にある。
|          | 平成21年 | 平成22年 | 平成23年 | 平成24年 | 平成25年 | 平成26年 | 平成27年 | 平成28年 | 平成29年 | 平成30年 |
| -------- | -------- | -------- | -------- | -------- | -------- | -------- | -------- | -------- | -------- | -------- |
| 女性(人) | 253      | 237      | 234      | 240      | 191      | 206      | 218      | 197      | 173      | 179      |

## 事例
フェミサイド（未遂を含む）の可能性が指摘されている事件としては、例えば下記のような事例・事件がある。
- 名誉殺人 - 婚姻拒否、強姦を含む婚前・婚外交渉、「誤った」男性との結婚・駆け落ちなど自由恋愛をした女性を「家族の名誉を汚す」ものと見なし、親族がその名誉を守るために私刑として殺害する風習。
- モントリオール理工科大学虐殺事件 - 反フェミニズム思想を持つ男が女性28人を銃撃し、14人を殺害、14人に怪我を負わせた。
- ソウル江南トイレ殺人事件 - 通称「江南駅通り魔殺人事件」。女性から中傷されていると思い込み、犯行に至ったと見られている。
- 小田急線刺傷事件 - 20歳の女子大生が狙われ、胸や背中を複数回刺されて重傷を負った。

## 発生数
国連の2019年版の殺人に関する国際研究によると、世界で記録された全ての殺人の加害者の約10%が女性で、被害者の約20%が女性となっている。また、ジュネーブ国際開発高等研究所の報告によると、毎年およそ66,000人の女性と少女が暴力的に殺されており、意図的な殺人の犠牲者全体の約17%を占めている。
フェミサイドの発生率はおおむね、全体的な殺人率が高い国や地域で高い傾向にある。2012年において、10万人当たりの被害者数の多い国は順に、エルサルバドル（12.0人）、ジャマイカ（10.9人）、グアテマラ（9.7人）、南アフリカ（9.6人）であった。ただし、東ヨーロッパやロシアでは、全体の殺人率に対してフェミサイドの割合が高い傾向にある。
国際連合人権高等弁務官事務所の2010年の調査によると、名誉殺人による被害者は、毎年およそ5,000人ほどとされる。

## 抑制に向けた動き
- 2022年、エジプトの裁判所は続発するフェミサイドの抑止のために死刑囚の死刑執行を生中継できるよう法改正を求めた[23]。